# Бібері Платон Іванович
Платон Іванович Бібері (1873 — ?) — українсько-молдавський землевласник і поет.

## Біографія
Народився 1873 року. Отримав у спадщину від своїх батьків село Гвіздівці (нині Сокирянського району Чернівецької області) із землею, водами і лісами. Володів 1113-ма десятинами землі крім Гвіздівців ще й у селі Бирладяни (нині Бирледень Окницького району Молдови). Упродовж 1917—1920 років переховувався в Румунії, у 1920 році повернувся у Гвіздівці, але тодішня румунська влада тільки у 1922 році повернула йому 100 гектарів орної землі, стави і ліси, які вважалися парками. Згодом значну частину земель розпродав селянам під забудову і городи. У 1944 році (за іншими не виясненими даними — у 1940 році) Платон Іванович Бібері був арештований як великий землевласник і відправлений на заслання (наче б то на Чукотку), де прожив до смерті.

## Творчість
У період з 1912 до 1940 року Бібері писав вірші, за спогадами старожилів, вів листування з відомими літераторами. Свого часу деякі його вірші записав і зберіг житель сусіднього села Романківці М. Ф. Бурдейний 1901 року народження. Романковецький журналіст, краєзнавець, прозаїк і поет Гандзій Василь Васильович переклав частину його поезій на українську мову і опублікував на сайті села Гвіздівці. Відомі його вірші російською мовою: «Жатва», «На снятие церковных колоколов» (червень 1915 р.), «Бессарабия» (1915 р.).
«Бессарабия»:
| Бессарабия — край родимый Непохожий на другой Богом издавна хранимый Край испытанный судьбой. Ты бедна, ты и богата Ты культурна, ты дика. Незаметная когда-то Стала велика. олудикий край обширный Где Хотин - где Измаил? Аккерман, за ним Бендеры И Сороки и Хотин... <...> |

## Публікації
- Бибери П. И. Мелкие стихотворения П. Бибери. — Одесса: Типография «Труд» В. Семенова, 1886. — 32 с. (рос.)
- Бибери П. И. Стихотворения. Кишинев: Тип. М. Р. Авербуха, 1910. — 90 с. (рос.)
- Бибери П. И. Стихотворения. Могилев-Подольский: Тип. Кац, 1915. (Обл.: 1916). — VII, 435 с.) (рос.)